# Vancouver, Washington
Vancouver este un oraș din nord-vestul Statelor Unite ale Americii, statul Washington, situat pe coasta de nord a fluviului Columbia. Vancouver este reședințǎ a comitatului Clark și face parte din zona metropolitană Portland-Vancouver care este a 23-a arie metropolitanǎ ca mǎrime din Statele Unite.

## Istorie
Prima așezare permanentă a europenilor a apǎrut în 1824, atunci când Fort Vancouver a fost stabilit ca un post comercial de blanǎ a companiei Hudson Bay. Din acel moment, zona a devenit exploratǎ atât de Statele Unite cât și de Marea Britanie în cadrul unui acord "comun de ocupație". Ocupația în comun a dus la disputa hotarului Oregon și sa încheiat pe 15 iunie 1846, cu semnarea Tratatul Oregonului, care a dat Statelor Unite controlul deplin al acestei regiuni. Bazat pe un act în legislatura din anii 1859-1860, Vancouver a fost pentru scurt timp capitalǎ a Teritoriului Washington, înainte de a trece la Olympia . Separat de statul Oregon până în 1917, atunci când a fost construit Podul Interstatal care a înlocuit feriboturile. Vancouver a avut doar trei șantiere navale în aval, însǎ care produceau nave de război atât pentru primul cât și pentru ce de-al doilea război mondial acestea au adus un boom economic enorm orașului.

## Demografie
Populația totală a orașului în 2010: 161,791
Structura rasială în conformitate cu recensământul din 2010:
- 80.9% Albi
- 2.9% Negri
- 1.0% Americani Nativi
- 5.0% Asiatici
- 1.0% Hawaieni Nativi sau locuitori ai Insulelor Pacificului
- 4.8% Două sau mai multe rase
- 4.4% Altă rasă
- 10.4% Hispanici sau Latino (de orice rasă)

## Orașe înfrățite
- Arequipa, Peru
- Joyo, Japonia

## Legǎturi externe
- Vancouver, Washington - QuickFacts Arhivat în 24 februarie 2016, la Wayback Machine.